# Molophilus spiniapicalis
Molophilus spiniapicalis là một loài ruồi trong họ Limoniidae. Chúng phân bố ở miền Tân bắc.